# Serviços ambientais

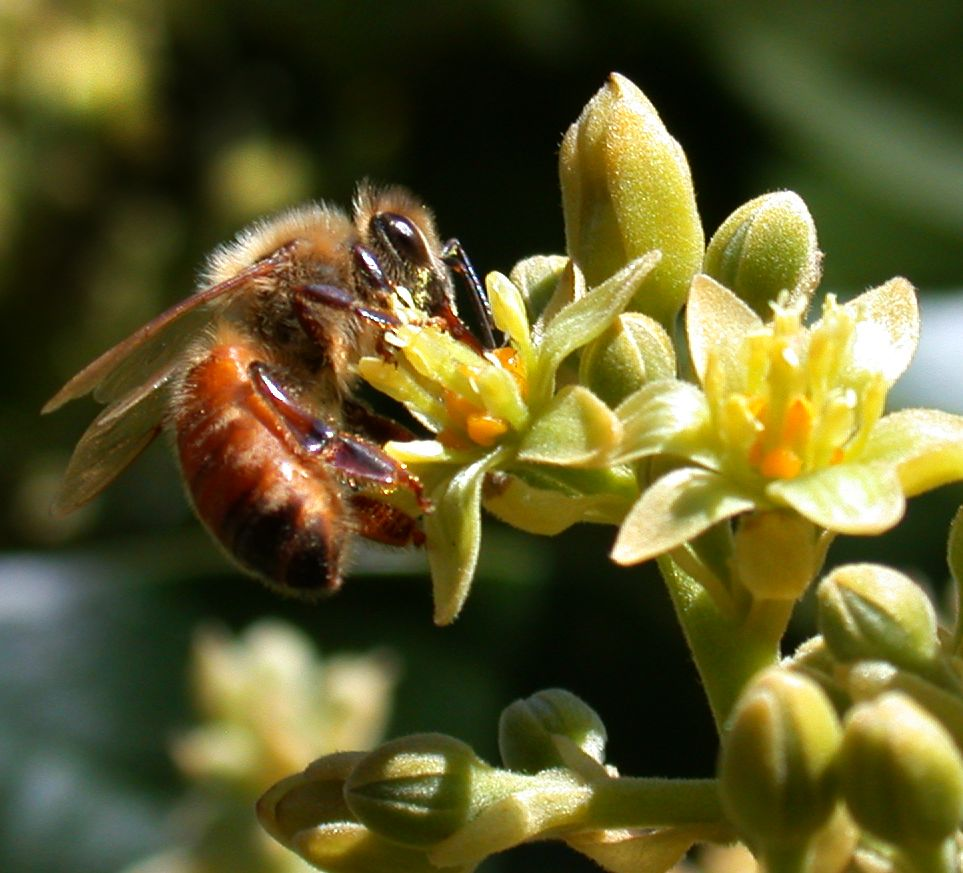
Abelha polinizando a flor de abacate. A polinização é apenas um tipo de serviço ambiental.

Serviços ambientais, ecossistêmicos ou naturais são os serviços que a natureza fornece ao homem e que são indispensáveis à sua sobrevivência, estando associados à qualidade de vida e bem estar da sociedade.
Os exemplos incluem proteção contra desastres naturais, controle da erosão, polinização, fertilização do solo pelas fezes de animais, decomposição de animais e plantas por microrganismos. As florestas fornecem madeira, alimentos, substâncias medicinais e fibras, purificam a água, regulam o clima e produzem recursos genéticos. Os sistemas fluviais disponibilizam água doce, energia e recreio. As zonas úmidas costeiras filtram os resíduos, mitigam as cheias e servem de viveiro para a pesca comercial. Esses são alguns dos exemplos dos serviços que os ecossistemas fornecem.

## Categorias
Os serviços podem ser classificados da seguinte forma:
- Serviços de Provisão: São aqueles serviços relacionados com a capacidade dos ecossistemas em prover bens, sendo eles, alimentos (frutos, raízes, mel), matéria-prima para produção de energia (carvão, lenha), recursos bioquímicos e genéticos, água e plantas ornamentais.
- Serviços de Regulação: Benefícios obtidos da regulação de processos ecossistêmicos, como controle do clima, purificação do ar, purificação e regulação dos ciclos das águas, controle de erosão e enchentes, controle de pragas e doenças.
- Serviços Culturais: Estão relacionados com a importância dos ecossistemas em oferecer benefícios recreacionais, educacionais, estéticos, espirituais.
- Serviços de Suporte: Serviços necessários para a produção de todos os outros serviços ecossistêmicos, como ciclagem de nutrientes, formação do solo, produção primária, polinização e dispersão de sementes.

## Histórico
O conceito de serviços ambientais apareceu no momento em que a sociedade se deu conta de que alguns bens imprescindíveis para a vida no planeta começavam a apresentar sinais de escassez ou risco de desaparecimento, com efeitos sobre a qualidade de vida humana que, levados ao extremo, podem comprometer sua existência. Dados de pesquisas diversas indicaram que bens como água doce e qualidade do ar corriam sérios riscos de alcançar um nível de disponibilidade e qualidade incompatível com a demanda da sociedade. No Brasil, esses bens ambientais foram alvo de inúmeras discussões a partir do início da década de 80 do século passado, sendo bandeira de luta inserida nas pautas de reivindicações de muitos movimentos ecológicos e sociais, os quais exigiam que as atividades humanas e, em especial, os empreendimentos econômicos, precisavam ser regulamentados e normatizados, com o objetivo de preservação da qualidade ambiental (Mendonça & Fernandes 2010).
Programas de conservação do solo e água no mundo têm um caso emblemático nos Estados Unidos da América e Canadá na década de 1930, período de severas tempestades de poeira conhecidas como Dust Bowl, que causaram enormes prejuízos agrícolas e ambientais nas terras de pradaria. Causadas pelo mau uso da terra, em décadas de produção extensiva e sem técnicas preventivas de erosão, milhões de hectares de terra tornaram-se improdutivas e centenas de milhares de pessoas foram forçados a migrar em direção ao Oeste, principalmente os sem terras (arrendatários) (Joy, 1995).
Em 1933, uma das primeiras medidas do Presidente americano na época, Franklin Roosevelt foi criar o Serviço de Conservação do Solo, hoje ampliado para Serviço de Conservação de Recursos Naturais.
Segundo Shiki (2008), o Brasil recebeu fortes influências desta experiência americana, que difundiu práticas mecânicas de conservação do solo, como curvas de nível, terraços e rotação de culturas, sobretudo a por meio do Programa Usaid de Cooperação Técnica e os Ministérios da Agricultura e da Educação. Comissões temáticas foram criadas para dar origem, ainda na década de 1950 ao sistema ACAR (Associação de Crédito e Assistência rural) e a Comissão de Solos do Departamento Nacional de Pesquisa Agropecuária (DNPA). O próprio sistema de classificação de solos utiliza o modelo americano, resultante desta cooperação.

## Pagamentos por serviços ambientais
De acordo com Tornquist & Bayer (2009), ao se admitir a existência destes serviços da Natureza, muitos dos quais são de necessidade imediata para a humanidade, abre-se o caminho para a compensação por estes serviços a quem os mantém, usualmente proprietários rurais, o que vem sendo chamado de pagamento pelo serviço ambiental (PSA). Nesta lógica inserem-se um indivíduo ou grupo que provê, proporciona ou cuida do serviço ambiental (“vendedor”) e os beneficiários que pagam ou compensam pela disponibilidade e qualidade destes serviços (“compradores”). O PSA pressupõe que os vendedores, provedores de serviços ambientais, realizem ações claras, efetivas e duradouras nos ecossistemas envolvidos, sendo que estas ações devem ser monitoradas de forma independente, de forma a garantir a credibilidade da negociação e proporcionar ganho ambiental inequívoco.
Os pagamentos pelos serviços podem ocorrer de diversas formas: a) transferências diretas de valores monetários; b) favorecimento na obtenção de créditos; c) isenção de taxas e impostos (renúncia fiscal); d) fornecimento preferencial de serviços públicos; e) disponibilização de tecnologia e capacitação técnica; f) subsídios na aquisição de produtos e insumos (UNEP et al. 2008). Por outro lado, alguns aspectos do conceito de PSA, especialmente quando este envolve pagamentos diretos em dinheiro ou créditos, têm sido alvo de críticas. Existem dificuldades em garantir que a implementação de PSA em uma área não leve a transferência das ameaças ou danos ambientais para outras áreas fora do projeto. Também os recursos advindos dos PSA podem ser mal aproveitados ou mal gerenciados pelos beneficiários, resultando em conflitos na hora da repartição dos valores. Em algumas regiões e culturas, os PSAs podem ser vistos como “suborno” ou ameaça à soberania local (Ferraro & Kiss 2002).
Atualmente, na Costa Rica existe um programa oficial de PSA, o Programa de Pago por Servicios Ambientales (PPSA), pelo qual proprietários de terras recebem pagamento direto pelos serviços ambientais advindos de suas terras, desde que adotem usos e práticas de manejo das terras que minimizem o impacto ecológico e mantenham a qualidade de vida.
Já nos Estados Unidos, o USDA administra uma série de programas voluntários de incentivo e apoio à conservação das terras, da biodiversidade e das paisagens rurais. Dentre esses programas, tem-se o CRP (Conservation Reserve Program): que é um programa voluntário para a agricultura, estabelecido há 20 anos. Ao aderir ao CRP – por períodos que variam de 10 a 15 anos – os produtores recebem pagamentos anuais para implementar práticas conservacionistas, que vão desde práticas de controle da erosão, adoção do plantio direto, até mesmo a retirada de áreas marginais da agricultura para restauração de vegetação natural (especialmente pastagens). Este “aluguel” anual pago pelo Estado é calculado pela média da renda obtida em lavouras ou pastagens da região. A participação é competitiva e depende do levantamento de uma série de indicadores ambientais que configuram o “valor ecológico” e risco de degradação das áreas inscritas. O programa tem seu principal foco nas lavouras e pastagens em zonas ripárias, e na restauração de banhados e outras áreas úmidas que possam contribuir para a manutenção da qualidade da água. Atualmente existem mais de 13 milhões de hectares neste programa, que paga mais de US$ 1 bilhão em aluguéis por ano.
No Brasil, o Programa Nacional de Florestas (PNF), reconhece a importância das florestas na proteção dos mananciais hídricos de abastecimento público e propõe a aplicação de parte da tarifa de água na recuperação de áreas de preservação permanente de bacias hidrográficas (MMA, 2000).
Em São Paulo, um movimento pioneiro no âmbito da bacia do rio Corumbataí gerou uma iniciativa exemplar pelo poder público, apoiada pela sociedade civil organizada. O município de Piracicaba decidiu investir, através da sua companhia de águas e esgotos – SEMAE, em ações de conservação e recuperação florestal, para garantir o suprimento de água em qualidade e quantidade, necessárias à sua população de quase meio milhão de habitantes. Para isso, a SEMAE recolhe R$ 0,01 por cada m3 de água captada, possibilitando a execução de projetos de sementeiras, reflorestamento e educação ambiental. Os recursos arrecadados propiciaram a elaboração de um Plano Diretor Florestal para a Bacia do Rio Corumbataí (IPEF, 2002).
Apesar das iniciativas supracitadas, o reconhecimento dos serviços gerados pela cobertura florestal ainda é incipiente e está longe de ser concretizado. De acordo com a economia ambiental, a degradação dos recursos naturais ocorre pela ausência de regras claras a serem aplicadas sobre o meio ambiente, ficando este fora do mercado (MAN YU, 2004). Segundo o mesmo autor, caso a economia ambiental consiga atribuir o verdadeiro valor aos bens e serviços ambientais, estes poderão ser manejados como qualquer recurso econômico escasso.